# Озерс, Цезарс Эдуардович
Цезарс Эдуардович Озерс (латыш. Cēzars Ozers; 11 февраля 1937, Рига, Латвия — 5 ноября 2023, Латвия) — советский, латвийский баскетболист. Играл на позиции разыгрывающего защитника. Мастер спорта СССР. Последний остававшийся в живых серебряный призёр Олимпийских игр 1960 года по баскетболу.

## Достижения
За сборную СССР:
- Серебряный призёр летних Олимпийских игр 1960

За клубы:
- Бронза чемпионата СССР: 1960, 1966

## Награды
- Орден Трёх звёзд (1998)
- Медаль «За трудовое отличие» (16.09.1960) — за успешные выступления в XVII летних и VIII зимних Олимпийских играх 1960 года, а также за выдающиеся спортивные достижения[2]

## Источник
- Генкин, Зиновий Аронович. Баскетбол: Справочник / Авт.-сост. З. А. Генкин, Е. Р. Яхонтов. — М.: Физкультура и спорт, 1983. — 224с.